# René Müller-Ferchland
René Müller-Ferchland (* 1984 in Magdeburg) ist ein deutscher Schriftsteller.

## Leben und Werk
Müller-Ferchland wuchs in Magdeburg auf, ging zum Studium der Neueren deutschen Literaturwissenschaft und Philosophie an die Universität Erfurt. Seinen Magister-Abschluss erhielt er für seine Arbeit „Das Aufbegehren der Söhne. Zur Narrativierung des Generationenkonflikts in der expressionistischen Prosa“. Promotionspläne verwarf er zugunsten der Arbeiten an seinem Roman Alle Wasser Stein, der stark von seinen Forschungen zur literarischen Darstellung des Künstlers im Zeitalter des Wilhelminismus und zum Phänomen Bohème beeinflusst ist.
Müller-Ferchland schrieb zwischenzeitlich für Kultur-, Wirtschafts- und Jugendmagazine.
Im April 2019 erschien mit Alle Wasser Stein seine erste Romanveröffentlichung bei dem Verlag Edition Contra-Bass. In dem Gesellschaftsroman, der zur Zeit um die Jahrhundertwende spielt, geht es um eine Künstlerkommune, die eine alte Villa in Südeuropa bewohnt. Der Bildhauer Rigot wird darin mit einem Steinbrocken und einem Jungen konfrontiert. Letzterer führt ihn immer öfter ans Wasser, wo alte, noch unscharfe Erinnerungen über Rigot hereinbrechen.
2020 erschien in der Anthologie Das gestohlene Jahr – Thüringer Schriftsteller über das Leben und das Schreiben unter besonderen Bedingungen Müller-Ferchlands Beitrag Das benommene Jahr.
Im März 2021 erschien sein zweiter Roman Niemanns Kinder beim Proof Verlag Erfurt. In Niemanns Kinder geht es um die 16-jährige Marta Niemann, die sich auf die Suche nach ihrem Vater Daniel macht. Sie stößt auf sein altes Notizbuch, in dem er von seiner eigenen Suche nach Antworten erzählt, vor allem aber von dem Schrecken der Vergangenheit – seiner und der von Martas Mutter. Es handelt sich um „eine tragische Familiengeschichte, die an reale Gegebenheiten angelehnt ist: den Bosnien-Krieg und ein Ereignis, das bundesweit für Aufsehen sorgte, und sich 1999 in einem Plattenbaugebiet in Frankfurt an der Oder zugetragen hat.“ Erstmals bezieht sich Müller-Ferchland in einem Roman auf realhistorische Ereignisse (der 1990er Jahre) und untersucht dabei das Phänomen der transgenerationalen Traumatologie.
2024 wurde er mit einem Literatur-Arbeitsstipendium der Kulturstiftung des Freistaats Thüringen ausgezeichnet.
Im Herbst 2024 erscheint Müller-Ferchlands dritter Roman Weiße Hunde im Jaron Verlag.
Müller-Ferchlands Romane lassen sich als Gesellschaftsromane, psychologische Romane, Liebesromane und Entwicklungsromane charakterisieren.
Er ist Vorstandsmitglied im Schriftstellerverband Thüringen.
Müller-Ferchland ist verheiratet und lebt in Erfurt.

## Literarische Werke
Romane
- Weiße Hunde, Jaron Verlag, Berlin 2024, ISBN 978-3-89773-405-0.
- Niemanns Kinder. Proof Verlag Erfurt, Erfurt 2021, ISBN 978-3-949178-11-5.
- Alle Wasser Stein. Edition Contra-Bass, Hamburg 2019, ISBN 978-3-943446-39-5.

Gedichte
- Mensch in einem Kubus. In: Poesie der Dinge – poetische Texte zu musealen Exponaten, hgg. vom Museumsverband Thüringen e.V., Erfurt 2024.
- Das Los. In: Vom Verlust der Bedeutungsschwere: Eine Zeitdiagnose des Nihilismus, von Robert Müller, Dresden 2015, ISBN 978-3-943897-14-2.

Erzählungen
- Eine schwierige Entscheidung. In: Max und seine Abenteuer, hgg. vom Bundesverband der Friedrich-Bödecker-Kreise e.V., Halle (Saale) 2023,
- Weißt nicht wo ich schlafe, Erzählung. In: Eichenblätter – Kurzgeschichtenanthologie, hgg. Robert Eben, Norderstedt 2009, ISBN 978-3-837084-54-2.

## Wissenschaftliche Arbeiten
- In lebhaftester Unruhe – Zur Bedeutung nonverbaler Kommunikation in Heinrich von Kleists Marquise von O. In: Die Marquise von O. – Originaltext, Frauenbild, Ironie und Enthüllung, München 2013. ISBN 978-3-95687-034-7.

## Journalistische Artikel (Auswahl)
- Ziemlich viel Theater – Bühnen in Thüringen. In: Wirtschaftsspiegel Thüringen, Erfurt 2009.[12]
- Blühende Ruinen – Erfurt, erkenne deine Ressourcen! In: hEFt. Magazin für literatur, stadt und alltag, Erfurt 2008.